# Neostylopyga rhombifolia
Periplaneta japanna — вид нелетающих тараканов из семейства Blattidae. Это синантропный вид, часто встречающийся в домах, и обычно считающийся вредителем. Он был завезён по всему миру в тропические и субтропические регионы в результате торговли. Его первоначальный ареал неизвестен, но считается, что он находится где-то в тропической Азии.
Взрослые особи Periplaneta japanna достигают длины от 20 до 27 мм. Как самцы, так и самки не летают. У них отсутствуют задние крылья, а передние редуцированы до двух небольших долей. У обоих видов также есть характерные черно-желтые узоры. Самки, как правило, крупнее и массивнее самцов. Periplaneta japanna популярны в качестве домашних питомцев благодаря яркой окраске.
Periplaneta japanna производят сильно пахнущее химическое средство защиты — амилацетат, который сравнивают с экстрактами миндаля, вишни, груши или банана.
Митохондриальный геном таракана-арлекина был секвенирован в 2016 году.